# مساوي (نعمان)

تعديل مصدري - تعديل

مساوي هي إحدى قرى عزلة الساحة بمديرية نعمان التابعة لمحافظة البيضاء، بلغ تعداد سكانها 108 نسمة حسب تعداد اليمن لعام 2004.